# Campionati del mondo di ciclismo su pista 2019 - Velocità maschile
La gara di velocità maschile ai Campionati del mondo di ciclismo su pista 2019 si è svolta il 2 e il 3 marzo 2019.

## Podio
| Pos.    | Atleta           | Nazionalità |
| ------- | ---------------- | ----------- |
| Oro     | Harrie Lavreysen | Paesi Bassi |
| Argento | Jeffrey Hoogland | Paesi Bassi |
| Bronzo  | Mateusz Rudyk    | Polonia     |

## Risultati

### Qualificazioni
I migliori quattro tempi si qualificano direttamente agli ottavi di finale, gli atleti tra il quinto ed il ventottesimo posto si qualificano per i sedicesimi di finale.
| Posizione | Atleta                       | Nazione           | Tempo  | Gap    | Note |
| --------- | ---------------------------- | ----------------- | ------ | ------ | ---- |
| 1         | Jeffrey Hoogland             | Paesi Bassi       | 9.572  |        | Q    |
| 2         | Harrie Lavreysen             | Paesi Bassi       | 9.584  | +0.012 | Q    |
| 3         | Mateusz Rudyk                | Polonia           | 9.584  | +0.012 | Q    |
| 4         | Sebastien Vigier             | Francia           | 9.673  | +0.101 | Q    |
| 5         | Matthew Glaetzer             | Australia         | 9.706  | +0.134 | q    |
| 6         | Denis Dmitriev               | Russia            | 9.730  | +0.158 | q    |
| 7         | Nathan Hart                  | Australia         | 9.733  | +0.161 | q    |
| 8         | Nicholas Paul                | Trinidad e Tobago | 9.751  | +0.179 | q    |
| 9         | Stefan Bötticher             | Germania          | 9.758  | +0.186 | q    |
| 10        | Joseph Truman                | Gran Bretagna     | 9.767  | +0.195 | q    |
| 11        | Jack Carlin                  | Gran Bretagna     | 9.783  | +0.211 | q    |
| 12        | Jair Tjon En Fa              | Suriname          | 9.805  | +0.233 | q    |
| 13        | Njisane Phillip              | Trinidad e Tobago | 9.828  | +0.256 | q    |
| 14        | Quentin Caleyron             | Francia           | 9.839  | +0.267 | q    |
| 15        | Matthijs Büchli              | Paesi Bassi       | 9.852  | +0.280 | q    |
| 16        | Sándor Szalontay             | Ungheria          | 9.854  | +0.282 | q    |
| 17        | Pavel Kelemen                | Rep. Ceca         | 9.878  | +0.306 | q    |
| 18        | Sam Webster                  | Nuova Zelanda     | 9.880  | +0.308 | q    |
| 19        | Hugo Barrette                | Canada            | 9.884  | +0.312 | q    |
| 20        | Ethan Mitchell               | Nuova Zelanda     | 9.902  | +0.330 | q    |
| 21        | Tomohiro Fukaya              | Giappone          | 9.916  | +0.344 | q    |
| 22        | Maximilian Dörnbach          | Germania          | 9.917  | +0.345 | q    |
| 23        | Pavel Yakushevskiy           | Russia            | 9.920  | +0.348 | q    |
| 24        | Xu Chao                      | Cina              | 9.948  | +0.376 | q    |
| 25        | Yuta Wakimoto                | Giappone          | 9.952  | +0.380 | q    |
| 26        | Juan Peralta Gascon          | Spagna            | 9.970  | +0.398 | q    |
| 27        | Vasilijus Lendel             | Lituania          | 9.977  | +0.405 | q    |
| 28        | Kevin Quintero               | Colombia          | 9.990  | +0.418 | q    |
| 29        | Joel Archambault             | Canada            | 10.020 | +0.448 |      |
| 30        | Azizulhasni Awang            | Malaysia          | 10.022 | +0.450 |      |
| 31        | Muhammad Shah Firdaus Sahrom | Malaysia          | 10.090 | +0.518 |      |
| 32        | Jean Spies                   | Sudafrica         | 10.183 | +0.611 |      |
| 33        | Maxim Nalyotov               | Kazakistan        | 10.187 | +0.615 |      |
| 34        | Muhammad Fadhil Mohd Zonis   | Malaysia          | 10.242 | +0.670 |      |

### Sedicesimi di finale
I vincitori di ogni batteria si qualificano per gli ottavi di finale
| Batteria | Posizione | Atleta              | Nazione           | Gap    | Note |
| -------- | --------- | ------------------- | ----------------- | ------ | ---- |
| 1        | 1         | Matthew Glaetzer    | Australia         |        | Q    |
| 1        | 2         | Kevin Quintero      | Colombia          | +0.091 |      |
| 2        | 1         | Denis Dmitriev      | Russia            |        | Q    |
| 2        | 2         | Vasilijus Lendel    | Lituania          | +0.139 |      |
| 3        | 1         | Nathan Hart         | Australia         |        | Q    |
| 3        | 2         | Juan Peralta Gascon | Spagna            | +0.237 |      |
| 4        | 1         | Nicholas Paul       | Trinidad e Tobago |        | Q    |
| 4        | 2         | Yuta Wakimoto       | Giappone          | +0.098 |      |
| 5        | 1         | Stefan Bötticher    | Germania          |        | Q    |
| 5        | 2         | Xu Chao             | Cina              | +0.038 |      |
| 6        | 1         | Joseph Truman       | Gran Bretagna     |        | Q    |
| 6        | 2         | Pavel Yakushevskiy  | Russia            | +0.134 |      |
| 7        | 1         | Jack Carlin         | Gran Bretagna     |        | Q    |
| 7        | 2         | Maximilian Dörnbach | Germania          | +0.058 |      |
| 8        | 1         | Tomohiro Fukaya     | Giappone          |        | Q    |
| 8        | 2         | Jair Tjon En Fa     | Suriname          | +0.034 |      |
| 9        | 1         | Ethan Mitchell      | Nuova Zelanda     |        | Q    |
| 9        | 2         | Njisane Phillip     | Trinidad e Tobago | DNF    | DNF  |
| 10       | 1         | Hugo Barrette       | Canada            |        | Q    |
| 10       | 2         | Quentin Caleyron    | Francia           | +0.119 |      |
| 11       | 1         | Sam Webster         | Nuova Zelanda     |        | Q    |
| 11       | 2         | Matthijs Büchli     | Paesi Bassi       | +0.053 |      |
| 12       | 1         | Pavel Kelemen       | Rep. Ceca         |        | Q    |
| 12       | 2         | Sándor Szalontay    | Ungheria          | +0.037 |      |

### Ottavi di finale
I vincitori di ogni batteria si qualificano per i quarti di finale
| Batteria | Posizione | Atleta           | Nazione           | Gap    | Note |
| -------- | --------- | ---------------- | ----------------- | ------ | ---- |
| 1        | 1         | Jeffrey Hoogland | Paesi Bassi       |        | Q    |
| 1        | 2         | Pavel Kelemen    | Rep. Ceca         | +0.073 |      |
| 2        | 1         | Harrie Lavreysen | Paesi Bassi       |        | Q    |
| 2        | 2         | Sam Webster      | Nuova Zelanda     | +1.445 |      |
| 3        | 1         | Mateusz Rudyk    | Polonia           |        | Q    |
| 3        | 2         | Hugo Barrette    | Canada            | +0.099 |      |
| 4        | 1         | Ethan Mitchell   | Nuova Zelanda     |        | Q    |
| 4        | 2         | Sebastien Vigier | Francia           | +0.007 |      |
| 5        | 1         | Matthew Glaetzer | Australia         |        | Q    |
| 5        | 2         | Tomohiro Fukaya  | Giappone          | +0.090 |      |
| 6        | 1         | Denis Dmitriev   | Russia            |        | Q    |
| 6        | 2         | Jack Carlin      | Gran Bretagna     | +0.018 |      |
| 7        | 1         | Nathan Hart      | Australia         |        | Q    |
| 7        | 2         | Joseph Truman    | Gran Bretagna     | REL    | REL  |
| 8        | 1         | Nicholas Paul    | Trinidad e Tobago |        | Q    |
| 8        | 2         | Stefan Bötticher | Germania          | +0.004 |      |

### Quarti di finale
I vincitori di ogni batteria si qualificano per le semifinali
| Batteria | Posizione | Atleta           | Nazione           | Gara 1 | Gara 2 | Gara 3 | Note |
| -------- | --------- | ---------------- | ----------------- | ------ | ------ | ------ | ---- |
| 1        | 1         | Jeffrey Hoogland | Paesi Bassi       | X      | X      |        | Q    |
| 1        | 2         | Nicholas Paul    | Trinidad e Tobago | +0.243 | +1.180 |        |      |
| 2        | 1         | Harrie Lavreysen | Paesi Bassi       | X      | X      |        | Q    |
| 2        | 2         | Nathan Hart      | Australia         | +0.142 | +0.154 |        |      |
| 3        | 1         | Mateusz Rudyk    | Polonia           | X      | X      |        | Q    |
| 3        | 2         | Denis Dmitriev   | Russia            | +0.260 | +1.168 |        |      |
| 4        | 1         | Matthew Glaetzer | Australia         | X      | X      |        | Q    |
| 4        | 2         | Ethan Mitchell   | Nuova Zelanda     | +0.024 | +0.068 |        |      |

### Semifinale
I vincitori di ogni batteria si qualificano alla finale per l'oro, gli altri si qualificano alla finale per il bronzo
| Batteria | Posizione | Atleta           | Nazione     | Gara 1 | Gara 2 | Gara 3 | Note |
| -------- | --------- | ---------------- | ----------- | ------ | ------ | ------ | ---- |
| 1        | 1         | Jeffrey Hoogland | Paesi Bassi | X      | X      |        | Q    |
| 1        | 2         | Matthew Glaetzer | Australia   | +0.016 | +0.126 |        |      |
| 2        | 1         | Harrie Lavreysen | Paesi Bassi | +0.006 | X      | X      | Q    |
| 2        | 2         | Mateusz Rudyk    | Polonia     | X      | +0.041 | +0.552 |      |

### Finali
| Posizione            | Atleta           | Nazione     | Gara 1 | Gara 2 | Gara 3 |
| -------------------- | ---------------- | ----------- | ------ | ------ | ------ |
| Finale per l'oro     |                  |             |        |        |        |
| 1                    | Harrie Lavreysen | Paesi Bassi | X      | X      |        |
| 2                    | Jeffrey Hoogland | Paesi Bassi | +0.166 | +0.032 |        |
| Finale per il bronzo |                  |             |        |        |        |
| 3                    | Mateusz Rudyk    | Polonia     | X      | X      |        |
| 4                    | Matthew Glaetzer | Australia   | REL    | +0.041 |        |

REL = Relegato (retrocesso)
DNF = Prova non completata